# Open Automotive Alliance
Open Automotive Alliance (OAA) è un'alleanza di costruttori di autoveicoli e aziende tecnologiche per l'utilizzo della piattaforma Android in ambito automobilistico. Fu annunciata al CES il 6 gennaio 2014.

## Membri
Membri Open Automotive Alliance:
| Data adesione    | Costruttore | Software            | Elettronica               | Elettronica |
| ---------------- | --- | ------------------- | ------------------------- | --- |
| Membri fondatori | - Audi - General Motors - Honda - Hyundai | - Google - CloudCar | - Nvidia                  | |
| giugno 2014      | - Abarth - Acura - Alfa Romeo - Bentley - Chevrolet - Chrysler - Dodge - Fiat - Ford - Infiniti - Jeep - Kia - Maserati - Mazda - Mitsubishi - Nissan - Opel - Ram - Renault - SEAT - Škoda - Subaru - Suzuki - Volkswagen - Volvo Cars |                     | - Freescale Semiconductor | - Alpine - Clarion - Delphi Automotive - Fujitsu Ten - Harman - Symphony Teleca - JVC Kenwood - LG - Panasonic - Parrot Automotive - Pioneer - Renesas |
| aprile 2016      | - Mercedes-Benz - Mahindra & Mahindra |                     |                           | |